# IK1 - Turisti in pericolo
IK1 - Turisti in pericolo (IK1 - Touristen in Gefahr) è una serie televisiva tedesca  prodotta dal 2011 al 2013 dalla Bavaria Fernsehproduktion. Protagonisti della serie sono Tobias Oertel ed Eva-Maria Grein von Friedl.
La serie consta di 6 episodi in formato di film TV, compreso il film TV omonimo da cui è stata ricavata la serie e che è servito come episodio pilota.
In Germania, la serie è stata trasmessa in prima visione da RTL Television. L'episodio pilota fu trasmesso in prima visione l'11 settembre 2011, mentre la serie vera e propria, costituita dagli episodi 3-6, fu trasmessa in prima visione dal 10 al 31 gennaio 2013
In Italia, la serie è stata trasmessa in prima visione da Rai 2 dal 3 giugno al 1º luglio 2014.

## Trama
Protagonisti della serie sono Florian Blessing e Nadja Hansen, due agenti del IK1 (dove "IK" abbreviazione di "Internationale Koordinierung", ovvero "coordinamento internazionale"), una divisione dell'ufficio crimini tedesco che si occupa di aiutare i cittadini tedeschi coinvolti in casi criminali all'estero.

## Ascolti

### Germania
In Germania, l'episodio pilota ottenne un soddisfacente 17% di share, ma la serie vera e propria fu seguita mediamente soltanto da 1,14 milioni di telespettatori (pari al 9,5% di share) e per questo motivo ne fu decisa la cancellazione.